# Kevin Owens
Kevin Yanick Steen (Saint-Jean-sur-Richelieu, Quebec, 7 de maig de 1984) és un lluitador professional quebequès. Actualment treballa per a la promoció de lluita lliure professional WWE en la seva marca SmackDown sota el nom de Kevin Owens.

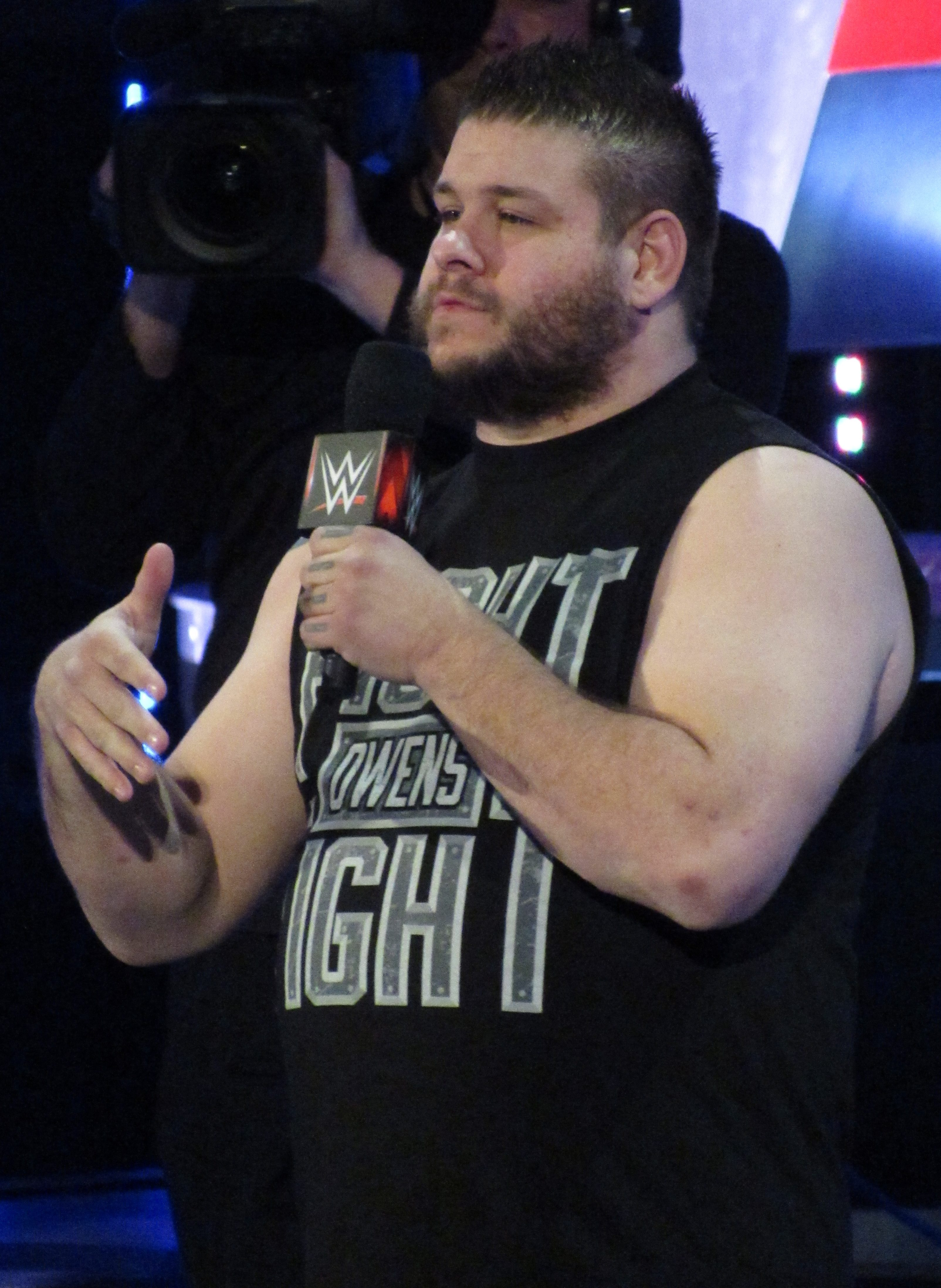

Owens va començar la seva carrera l'any 2000 a l'edat de 16 anys.1 Abans d'unir-se a la WWE a la fi de 2014, des de 2007 Steen va lluitar sota el seu nom de naixement per Ring of Honor (ROH), on va obtenir el Campionat Mundial de ROH i els Campionats Mundials en Parelles de ROH. Steen també va lluitar extensament en el circuit independent durant 14 anys, sobretot en Pro Wrestling Guerrilla (PWG), on va tenir el Campionat Mundial de PWG amb un rècord de tres vegades, així com els Campionats Mundials en Parelles de PWG en tres ocasions.

## Carrera

### WWE (2014–present)

#### NXT Wrestling (2014–2015)
El 12 d'agost de 2014, WWE va anunciar que Steen havia signat amb un contracte amb la companyia i que havia de passar pel territori de desenvolupament de l'empresa, WWE NXT, el 25 de agosto. El seu nou nom tenia només el cognom canviat a Owens, un tribut al seu fill Owen (qui porta el mateix nom d'Owen Hart), i NXT va començar a transmetre vídeos promocionals a partir del 20 de novembre per promocionar el seu pròxim debut.L'ara Kevin Owens va detallar que havia lluitat durant 14 anys abans d'arribar a la WWE, després d'haver-se enfrontat (i format amistats) amb diversos lluitadors actuals de WWE o de NXT al circuit independent fa anys, però WWE els va signar primer; va declarar que, tot i aquestes amistats, ara barallaria contra qualsevol i per a tots perquè barallar era la millor manera que podia ajudar-lo a mantenir la seva família.

#### 2015-2016
Owens va fer el seu debut en l'elenc principal sense previ avís en l'episodi del 18 de maig de 2015 Raw, responent el desafiament obert pel Campionat dels Estats Units de John Cena. No obstant això, en lloc de competir en una lluita titular, Owens va atacar a Cena i va trepitjar el Campionat dels Estats Units en una mostra de falta de respecte, establint amb això una lluita sense el títol en joc entre els dos el 31 de maig a Elimination Chamber, el qual Owens va guanyar netament per pinfall. Una revenja entre els dos va tenir lloc el 14 de juny a Money in the Bank, el qual va guanyar Cena, encara que després del combat, Owens li va aplicar a Sopar 01:00 powerbomb a la plataforma del ring. Més tard, Owens va desafiar a Cena a una lluita pel Campionat dels Estats Units, la qual va tenir lloc en Battleground, però va ser derrotat per rendició, acabant d'aquesta manera el feu. Després de la derrota davant Cena, Owens va entrar en un feu amb Cesaro, derrotant-ho en dues ocasions: en SummerSlam i en l'episodi del 31 d'agost de Raw.

#### 2017–present
En el draft que va fer la WWW a principis de 2017, Owens va ser passat a SmackDown LIve, la marca blava de la companyia. En l'episodi de SmackDown del 14 de novembre, la baralla entre Owens i Zayn contra Big E i Xavier Woods el New Day va acabar sense resultat a causa de la intervenció de The Shield (Dean Ambrose, Roman Reigns i Seth Rollins) i tots els membres de la llista de Raw. El 19 de novembre en Survivor Sèries Owens i Zayn van derrotar a Breezango (Tyler Breeze i Fandango). Més tard durant la lluita del Team Raw i el Team SmackDown Owens i Zayn van atacar a Shane McMahon. En l'episodi de SmackDown del 21 de novembre Owens i Zayn van derrotar a Big E i a Kofi Kingston el New Day en un Lumberjack Match. En l'episodi de SmackDown del 28 de novembre Owens va derrotar a Randy Orton en un No Disqualification Match gràcies també a l'ajuda de Sami Zayn (que no tenia permès acostar-se al Ringsidede. En l'episodi de SmackDown del 12 de desembre Owens va derrotar a Shinsuke Nakamura. El 17 de desembre, a Clash Of Champions, Owens i Sami Zayn van derrotar a Randy Orton i Shinsuke Nakamura amb el gerent general de SmackDown Daniel Bryan i el comissionat Shane Mcmahon com àrbitres especials visitant (si Owens i Zayn perdien haurien de deixar la WWE) .En l'episodi de SmackDown del 19 de desembre Owens, Sami Zayn i Jinder Mahal van ser derrotats pel Campeon de wwe Aj Styles, Randy Orton i Shinsuke Nakamura. En l'episodi de SmackDown del 26 de desembre Owens va derrotar a AJ Styles en una lluita no titular. En l'episodi de SmackDown del 9 de gener de 2018 Owens i Sami Zayn van ser derrotats per Aj Styles, Randy Orton i Shinsuke Nakamura en un 3-ON-2 handicap Match.
En el Royal Ruble 2018 lluitará amb Sami Zayn contra AJ Styles pel campionat de la WWE en un handicap match.

## Campionats i assoliments
- World Wrestling Entertainment/WWE
  - WWE Universal Championship (1 cop)
  - WWE Intercontinental Championship (2 cops)
  - WWE United States Championship (3 cops)

- NXT Wrestling
  - NXT Championship (1 cop)